# Hockey Sarzana 2022-2023
Questa voce raccoglie le informazioni riguardanti l'Hockey Sarzana nelle competizioni ufficiali della stagione 2022-2023.

## Maglie e sponsor
Lo sponsor ufficiale per la stagione 2022-2023 è Gamma Innovation.
| 1ª divisa | 2ª divisa |

## Organico

### Giocatori
| N° | Naz.                  | Ruolo | Sportivo               |  |  |  |
| -- | --------------------- | ----- | ---------------------- |  |  |  |
| 5  | Italia (bandiera)     | D     | Mattia Rispogliati     |  |  |  |
| 7  | Italia (bandiera)     | A     | Sergio Festa           |  |  |  |
| 8  | Argentina (bandiera)  | A     | Jeronimo Garcia Bielsa |  |  |  |
| 10 | Italia (bandiera)     | P     | Simone Corona          |  |  |  |
| 11 | Italia (bandiera)     | A     | Davide Borsi           |  |  |  |
| 27 | Italia (bandiera)     | P     | Thomas Mechini         |  |  |  |
| 46 | Italia (bandiera)     | D     | Andrea Perroni         |  |  |  |
| 55 | Portogallo (bandiera) | A     | Bruno Alonso           |  |  |  |
| 58 | Italia (bandiera)     | P     | Alessio Bianchi        |  |  |  |
| 78 | Argentina (bandiera)  | D     | Facundo Ortiz          |  |  |  |
| 88 | Italia (bandiera)     | A     | Francesco De Rinaldis  |  |  |  |

### Staff tecnico
- Allenatore:  Paolo De Rinaldis

## Mercato
| Acquisti | Acquisti               | Acquisti | Acquisti |
| R.       | Nome                   | da       |          |
| -------- | ---------------------- | -------- | -------- |
| E        | Bruno Alonso           | Oeiras   |          |
| E        | Jeronimo Garcia Bielsa | Sandrigo |          |
| E        | Facundo Ortiz          | Murches  |          |

| Cessioni | Cessioni           | Cessioni      | Cessioni |
| R.       | Nome               | a             |          |
| -------- | ------------------ | ------------- | -------- |
| E        | Matteo Cardella    | Montecchio P. |          |
| E        | Ernest Cinquini    | Montecchio P. |          |
| E        | Joan Galbas Pedrol | Trissino      |          |
| E        | Pol Galbas Pedrol  | Caldes        |          |
| E        | Pablo Nájera       | Amatori Lodi  |          |